# Orientkaj
Orientkaj is een bovengronds metrostation in de Deense hoofdstad Kopenhagen. Het is het noordelijke eindpunt van de Nordhavnslinje en daarmee van metrolijn 4. Het station is op 28 maart 2020 geopend.
København Syd  · Mozarts Plads · Sluseholmen · Enghave Brygge · Havneholmen · København H   · Rådhuspladsen · Gammel Strand · Kongens Nytorv · Marmorkirken · Østerport   · Nordhavn  · Orientkaj